# 橋本仁 (化学者)
橋本 仁（はしもと ひとし、1934年1月 - ）は神奈川県鎌倉市出身の農学博士。
東北大学農学部卒。2015年現在は全国47都道府県を周り「健康と糖」をテーマに講演活動を続けている。
2014年秋、「糖質の生命科学」を著作、丸善より刊行。

## 会社役員歴
- 大新製糖株式会社 代表取締役社長
- 太平洋製糖株式会社 代表取締役社長
- 塩水港精糖株式会社 代表取締役副社長
- 株式会社横浜国際バイオ研究所 代表取締役社長などを歴任
- 社団法人 糖業協会理事
- 日本応用糖質科学会名誉会員
- 株式会社富士カントリー倶楽部 代表取締役社長
- 富士カントリークラブ 理事長

## 学会役員歴
- 樹木抽出成分研究組合 会長（農水省）
- 東京工業大学生命理工学部 生物工学研究会理事
- 国際天然色素学会 日本代表
- 日本応用糖質科学会 副会長
- 日本シクロデキストリン学会 会長などを歴任

## 受賞歴
- 日本澱粉学会賞
- シクロデキストリン学会賞
- 科学技術庁長官賞 （研究功績部門）
- 黄綬褒章 （科学技術部門)

## 関連文献
- 公開特許公報 (A) 昭60-188088 (1985) 「CDの製造法」
- 澱粉科学 Vol. 36 No.1 1989 「学会賞受賞講演」
- 化学工業日報 1993 3月30日「CD工業会設立へ」
- 食品化学新聞　1994 5月5日「国際CDシンポを開催」
- 貿易日日通信 1994　5月19日「太平洋精糖社長に橋本仁氏」
- 食品化学新聞 1997　6月5日「横浜国際バイオ研究所設立」
- 糖業資報 1998　4号「私の三つの転機」（精糖工業会編）
- 日本経済新聞 1999　3月23日「精神の健康に深いかかわりあい」